# 정미영 (1967년)
정미영(鄭美英, 1967년 3월 1일 ~ )은 대한민국의 제5·6·7대 부산광역시 금정구의원이었고, 제12대 부산광역시 금정구청장이다.

## 학력
- 부곡국민학교 졸업
- 동래여자중학교 졸업
- 부산대학교 사범대학 부속고등학교 졸업
- 부산대학교 도서관학과 학사 졸업

## 경력
- 2006.07 ~ 2010.06 제5대 부산광역시 금정구의회 의원
- 2006.07 ~ 2008.07 제5대 부산광역시 금정구의회 전반기 기획총무위원회 위원
- 2008.07 ~ 2010.06 제5대 부산광역시 금정구의회 후반기 부의장
- 2008.08 ~ 2012.02 민주당 → 민주통합당 부산시당 금정구 지역위원회 위원장
- 2008.12 ~ 2014.02 아름다운가게 금정점 운영위원
- 2010.07 ~ 2014.06 제6대 부산광역시 금정구의회 의원
- 2010.07 ~ 2012.07 제6대 부산광역시 금정구의회 전반기 사회도시위원회 위원
- 2012.07 ~ 2014.06 제6대 부산광역시 금정구의회 후반기 기획총무위원회 위원
- 2014.07 ~ 2018.06 제7대 부산광역시 금정구의회 의원
- 2014.07 ~ 2016.07 제7대 부산광역시 금정구의회 전반기 기획총무위원회 위원장
- 2016.07 ~ 2018.06 제7대 부산광역시 금정구의회 후반기 주민도시위원회 위원
- 2017.04 ~ 2017.05 제19대 대통령 선거 더불어민주당 문재인 후보 중앙선거대책위원회 부산광역시당 여성본부 제2본부장
- 2018.07 ~ 2022.06 제12대 부산광역시 금정구청장

## 역대 선거 결과
|  | 21.87% |

|  | 34.93% |

|  | 43.07% |

|  | 54.50% |

|  | 37.96% |